# Hookerton
Hookerton és una població dels Estats Units a l'estat de Carolina del Nord. Segons el cens del 2008 tenia 493 habitants.

## Demografia
Segons el cens del 2000, Hookerton tenia 467 habitants, 200 habitatges i 123 famílies. La densitat de població era de 563,5 habitants per km².
Dels 200 habitatges en un 27% hi vivien nens de menys de 18 anys, en un 42% hi vivien parelles casades, en un 14,5% dones solteres, i en un 38,5% no eren unitats familiars. En el 37% dels habitatges hi vivien persones soles el 18% de les quals corresponia a persones de 65 anys o més que vivien soles. El nombre mitjà de persones vivint en cada habitatge era de 2,34 i el nombre mitjà de persones que vivien en cada família era de 3,07.
Per edats la població es repartia de la següent manera: un 24% tenia menys de 18 anys, un 9,6% entre 18 i 24, un 23,1% entre 25 i 44, un 26,3% de 45 a 60 i un 16,9% 65 anys o més.
L'edat mediana era de 40 anys. Per cada 100 dones de 18 o més anys hi havia 78,4 homes.
La renda mediana per habitatge era de 31.563 $ i la renda mediana per família de 45.625 $. Els homes tenien una renda mediana de 29.231 $ mentre que les dones 26.667 $. La renda per capita de la població era de 14.371 $. Entorn del 7,4% de les famílies i el 16,7% de la població estaven per davall del llindar de pobresa.

## Poblacions més properes
El següent diagrama mostra les poblacions més properes.